# Robert Bodley
Robert „Bob“ Bodley (* 31. Juli 1878 in Kapstadt; † 6. November 1956 in Port Shepstone) war ein südafrikanischer Sportschütze.

## Erfolge
Robert Bodley nahm an den Olympischen Spielen 1912 in Stockholm und 1920 in Antwerpen teil. 1912 ging er an insgesamt fünf Wettbewerben an den Start, davon an zwei mit dem Freien Gewehr und drei mit dem Armeegewehr. Während er in den Einzelkonkurrenzen nur hintere Plätze belegte, platzierte er sich in den Mannschaftswettbewerben mit dem Freien Gewehr auf Rang sechs sowie mit dem Armeegewehr auf Rang vier. Acht Jahre später war Bodley bei sieben Wettbewerben Teilnehmer, allerdings nur in einem Einzelwettkampf, bei dem sein Endergebnis nicht bekannt ist. Mit den südafrikanischen Mannschaften verpasste er zumeist eine vordere Platzierung, die meisten Wettkämpfe beendeten die Südafrikaner im Mittelfeld aller Teilnehmer. Eine Ausnahme bildete der Wettbewerb mit dem Armeegewehr im liegenden Anschlag über 600 m, bei dem die südafrikanische Mannschaft ebenso wie die US-amerikanische und die schwedische Mannschaft 287 Punkte erzielte, womit es zum Stechen um die drei Medaillenplätze kam. Bodley war mit 59 Punkten dabei der beste Schütze der Mannschaft. In der ersten Runde des Stechens kamen die Schweden lediglich auf 275 Punkte, während die US-Amerikaner und die Südafrikaner mit 283 Punkten erneut punktgleich waren. Im zweiten Stechen setzte sich schließlich die US-amerikanische Mannschaft durch, die 284 Punkte erzielte. Der südafrikanischen Mannschaft gelangen lediglich 279 Punkte, sodass Bodley und seine Mannschaftskollegen Ferdinand Buchanan, George Harvey, Frederick Morgan und David Smith die Silbermedaille gewannen.
Robert Bodley war während des Zweiten Burenkriegs einer der Leibwächter des britischen Oberbefehlshabers Lord Roberts. 1906 trat er den 5th Mounted Rifles bei, wo er sich schnell eine Reputation als Scharfschütze aufbaute. In den 1940er-Jahren war er in der Scharfschützenausbildung beim südafrikanischen Heer tätig, dabei bekleidete er den Rang eines Colonels.